# Northwest Herald
Northwest Herald est un quotidien tabloïd américain publié à Crystal Lake en Illinois. Il dessert les quartiers nord-ouest de la banlieue de Chicago, notamment les comtés de McHenry et de Kane. Son principal concurrent est le Daily Herald.
Le Northwest Herald est le titre phare de Shaw Media, dont le siège social est partagé avec les bureaux du journal. Il fait partie du Shaw Local News Network.

## Histoire
L'entreprise Shaw Newspapers investi pour la première fois le comté de McHenry en 1948, avec le rachat du Woodstock Sentinel. Elle achète plusieurs autres médias du comté au cours des trois décennies suivantes.
En 1983, Shaw Newspapers fait l'acquisition de Cardunal Free Press, ce qui en fait le propriétaire de tous les journaux basés dans le comté de McHenry. À cette époque les titres étaient pour la plupart des hebdomadaires et petits quotidiens, certains avec plus de 150 ans de service à leurs communautés. En 1985, Shaw fusionne les journaux du comté de McHenry avec le Northwest Herald, un quotidien et un journal du samedi desservant tout le comté.
Le 12 mars 1989, le Northwest Herald ajoute une édition du dimanche et devient le premier journal natif du comté de McHenry à être publié sept jours sur sept. Il a alors un tirage quotidien de 29 688 exemplaires et son édition du dimanche compte 29 337 abonnés, tombés à 21 440 en 2017.
Le journal est repensé pour la première fois en 1992, avec des cotations boursières ajoutées à la section Business est plus d'espace et de sources pour les dépêches dans la section Front. Une section de divertissement du vendredi sous forme de tabloïd nommée Sidetracks est ajoutée, tout comme une section Saturday Neighbours entièrement consacrée aux soumissions des lecteurs.
À partir de 1992, quatre unes différentes du Northwest Herald sont imprimées chaque jour de la semaine. Cette pratique, appelée « zonage », garantit que les lecteurs auront le produit d'information le plus local possible à leur disposition sur la première page. Le zonage du journal sera finalement étendu à sept versions différentes en 2002, avant d'être stoppé à partir de février 2004.
Après cinq ans en tant que journal publié sept jours sur sept, le Northwest Herald remporte son premier prix d'excellence de l'Illinois Press Association en 1994. Il remporte également le prix du concours de l'IPA et le trophée Mabel Shaw, pendant six des huit dernières années.